# Colegiata de Játiva
La iglesia colegial basílica de Santa María es una iglesia de la ciudad de Játiva (Valencia), España, también conocida como la Seo. Se empezó a construir en 1596.
Es el edificio más importante de la ciudad. Al ser conquistada la ciudad por el rey Jaime I de Aragón, la antigua mezquita mayor es convertida en iglesia cristiana y dedicada a Santa María, como era costumbre en el rey, erigiéndola en cabeza de uno de los tres ardiaconatos y arcedianatos de la diócesis.
El Papa Luna, Benedicto XIII, desde su refugio en el castillo de Peñiscola, en 1413, eleva esta iglesia a la categoría de Colegiata, dotándola de quince canónigos, un deán, un sacristán y un chantre.
Es monumento nacional desde 1931 y basílica menor desde 1973.

## Historia
El Consejo general y particular de la ciudad de Játiva el 16 de octubre de 1596 deciden construir una colegiata nueva y en la fiesta de san Vicente Mártir, 22 de enero de 1598, es colocada la primera piedra por el arzobispo de Valencia, San Juan de Ribera.
La construcción, que se interrumpió varias de veces y pasó por diversas fases, duró cerca de trescientos cincuenta años. La Seo fue concebida como la obra más espléndida de la ciudad que habría de tener dimensiones catedralicias, con la pretensión de que algún día fuera establecido el obispado de Játiva.
El papa Pablo VI en 1966 concedió el uso de la mitra abacial, anillo y báculo al abad del cabildo Colegial; el mismo Papa en 1973 declaró Basílica menor a la Colegiata. El 2 de febrero de 1974 el arzobispo de Valencia consagró el templo.

## Elementos arquitectónicos
El edificio de dimensiones catedralicias es de planta de cruz latina con una longitud de 86 m, una anchura en el crucero de 56 m y una luz de la nave central de 16 m. 
Consta de una nave central y dos laterales en las que se abren cuatro capillas en cada una. Sobre el crucero se levanta una cúpula de hierro y cemento en sustitución de la original de sillares que se derrumbó en 1886. 
La continuación a las naves se resuelve con un deambulatorio que rodea el presbiterio en el cual se abren 9 capillas radiales.
El estilo en el interior es de clara influencia herreriana por su austeridad similar al Escorial. La nave central se cubre con bóveda de cañón con lunetos y las laterales con bóvedas vaídas. 
La iglesia tiene cuatro puertas, todas de sillería y de gran monumentalidad: la del ábside, de adscripción serliana, realizada en 1600; las dos laterales, gemelas, ejemplos destacados del barroco valenciano, y la fachada principal, construida con elementos de tradición románica y bizantina, terminada en 1920. En área de superficie, iguala a la de Valencia, pero, en altura, es la más grande y voluminosa de toda la Comunidad Valenciana.
Con respecto al campanario se sabe que se coloca la primera piedra el 2 de julio de 1796 y se termina en 1877. Mide 69 metros de altura y es el segundo más alto de la Comunidad Valenciana. La Seo, obra monumental en tamaño e inacabada, pues al campanario ya existente, le debería acompañar un segundo campanario gemelo, según los planos originales de construcción de la Colegiata. La base de este segundo campanario está ahora oculta, debido a las obras de la Luz de las Imágenes, que en el año 2007 limpiaron y adecentaron el monumento para la exposición de arte religioso. No se sabe cuándo se terminará esta obra inacabada, ni si se terminará alguna vez en un futuro.

## Galería de imágenes de la Colegiata de Játiva

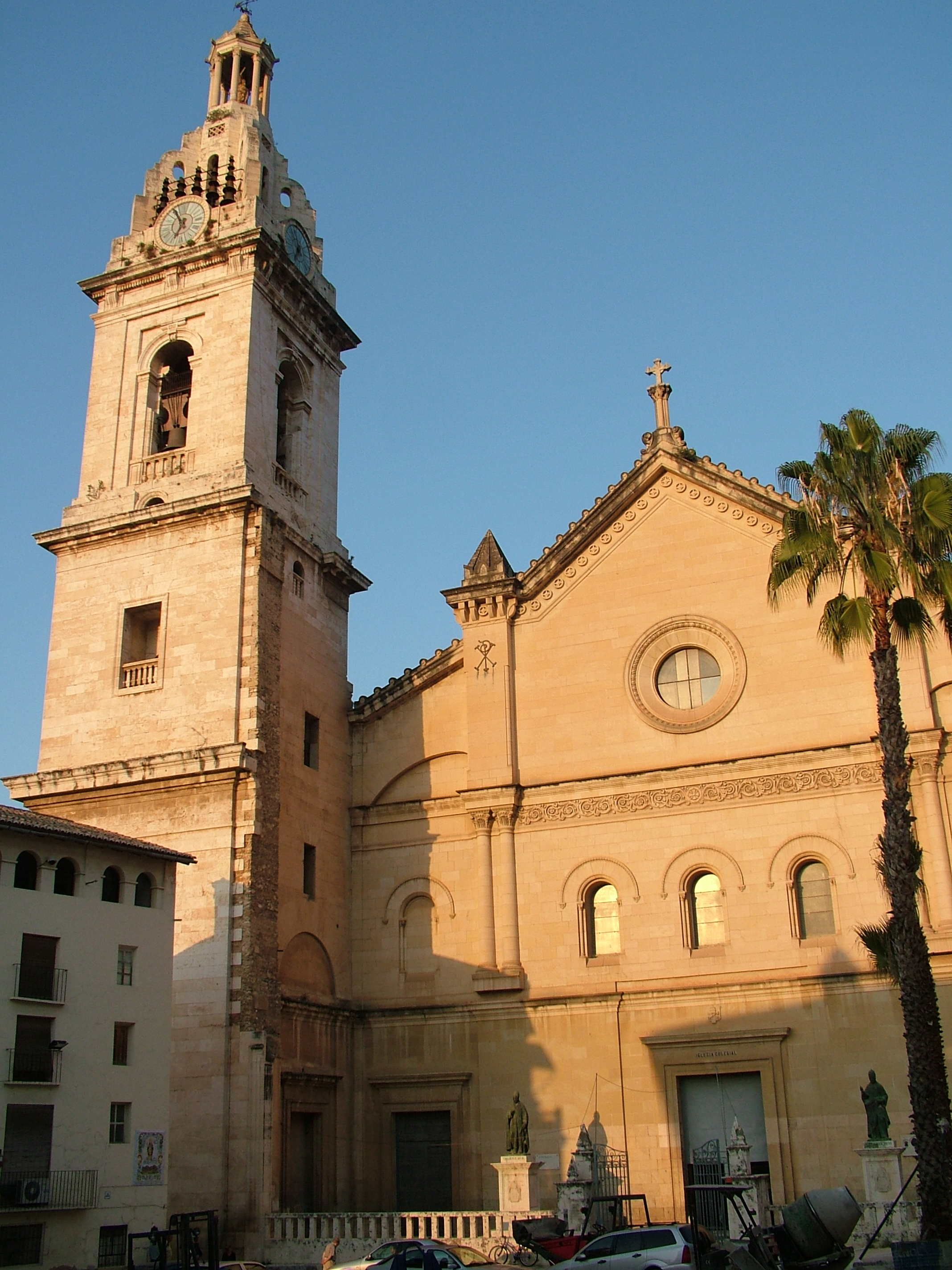
Fachada de la Seo.
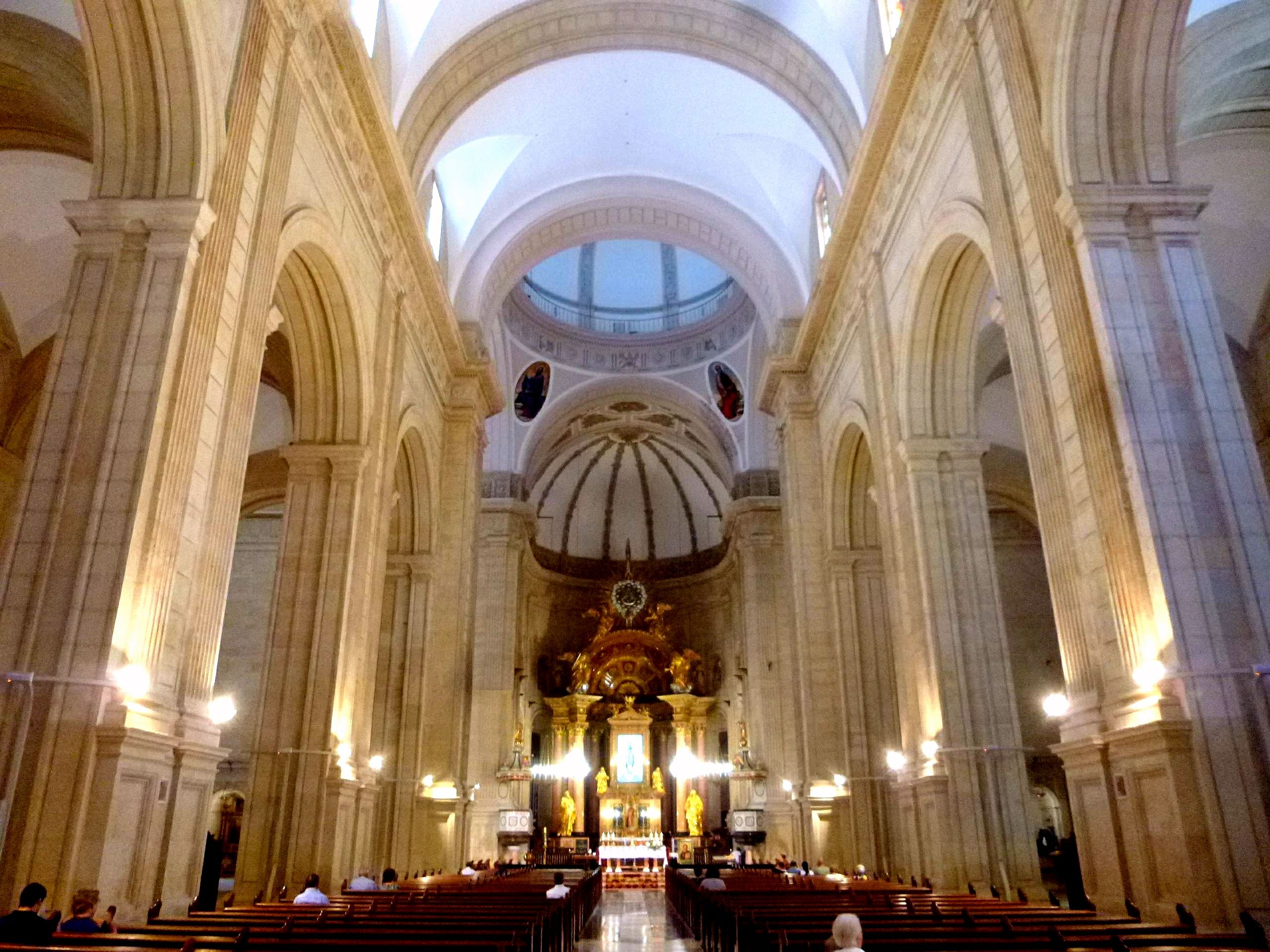
Nave mayor del templo.
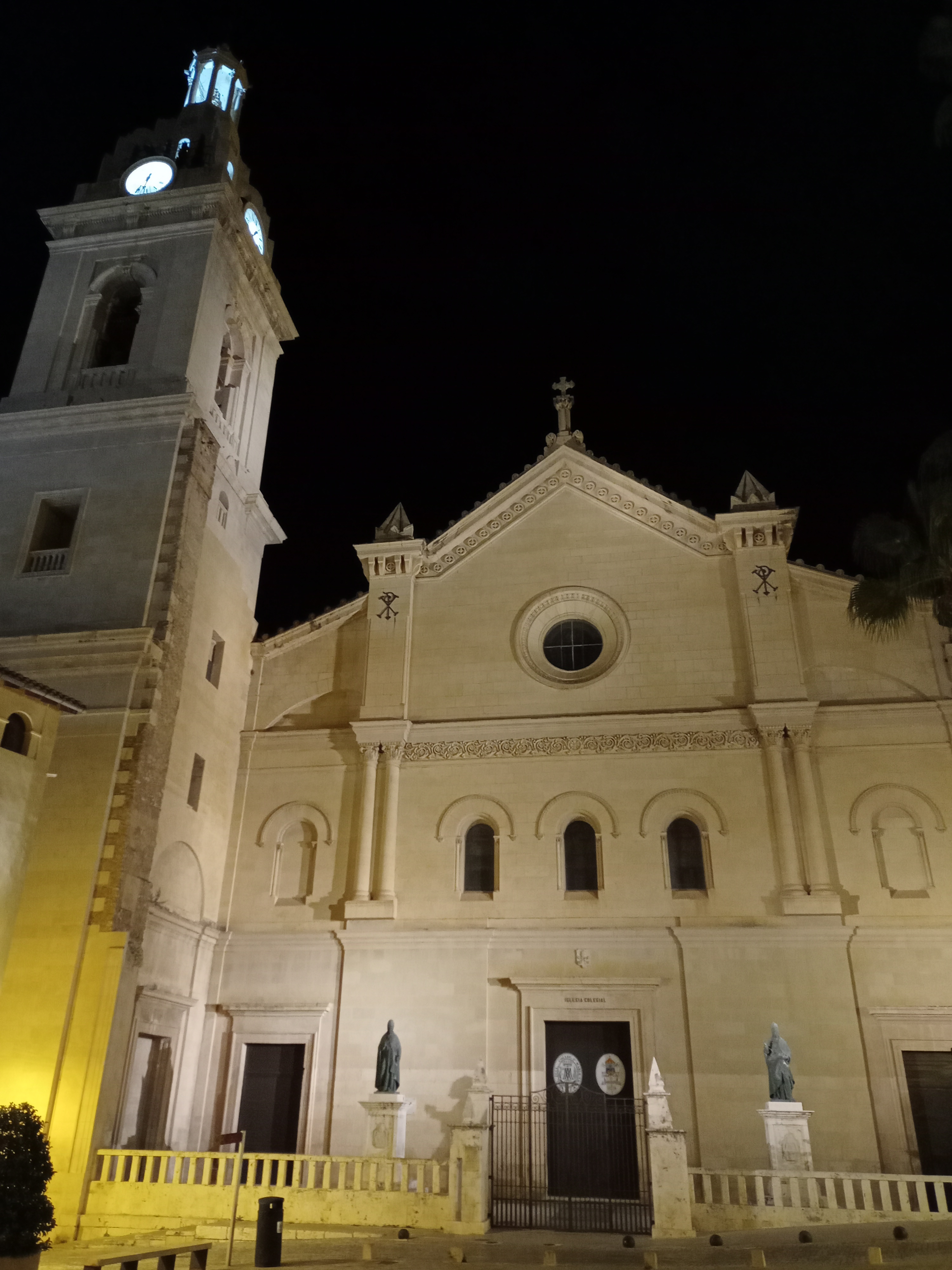
Vista nocturna de la fachada principal.
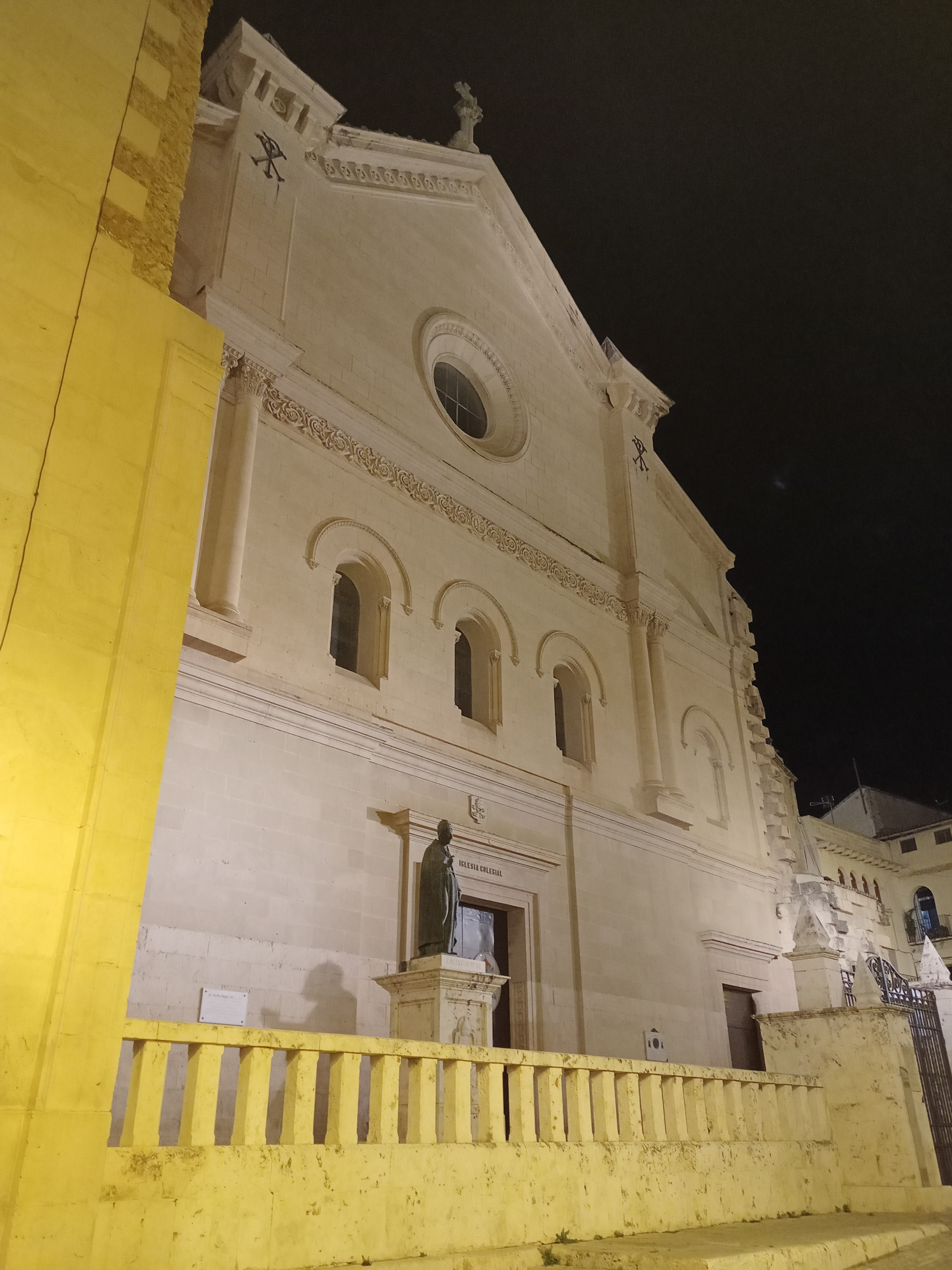
Fachada nocturna de la Colegiata de Játiva.